# Príbeh (Iné Kafe)
Príbeh je čtvrté řadové album skupiny Iné Kafe vydané roku 2001. V české verzi jsou navíc přidány 4 bonusy - singly z předchozího alba. Za měsíc prodeje alba kapela získává „zlatou desku“. V roce 2001 pak ještě získává za toto album „platinovou desku“ za 20 000 prodaných kusů a v anketě Slávik 2001 skončí na bronzovém místě.

## Seznam skladeb[3]
Pokud je v závorce uveden pouze jeden člověk, je samostatným autorem hudby i textu, jinak jsou autoři hudby a textu oddělení lomítkem (hudba / text)
1. "Príbeh" - 2:43 (Vratko)
2. "Akvárium" - 2:54 (Forus/Vratko, Fernet)
3. "Ďakujeme vám" - 2:17 (Vratko/Korby)
4. "Biely hotel" - 4:11 (Vratko/Korby)
5. "Telefónne číslo" - 2:28 (Vratko)
6. "Toto leto" - 2:18 (Vratko)
7. "Ružová záhrada" - 3:42 (Vratko)
8. "Hra na diaľku" - 2:52 (Vratko)
9. "Termíny" - 2:26 (Vratko)
10. "Záverečná" - 3:17 (Vratko)
11. "Spoločné?" - 2:20 (Vratko)
12. "Prečo je to tak?" - 2:28 (Vratko)
13. "Masky" - 2:49 (Dano/Dano, Vratko)
14. "O čom to je?" - 2:22 (Forus, Vratko/Korby, Vratko)
15. "Plán" - 2:43 (Vratko)
16. "Obkreslený na chodník" - 4:01 (Forus/Vratko, Fernet, Forus)
17. "Kašovité Jedlá (Bonus Track)" - 2:42 (Vratko)

## Skupina
- Vratko Rohoň - zpěv, kytara, vokály, sbory
- Peter "Forus" Fóra - basa, vokály, sbory, kytara (16)
- Tibor Prikler - kytara (1, 6, 10, 14), sbory
- Dano Mathia - bicí, sbory, perkuse

## Hosté
- Fernet - vokály
- Maťo Máček - vokály (7, 12, 15)
- Baby ze Šulekova - sbory (10)
- Peter "Sanchez" Saniga